# ディーパク級補給艦
ディーパク級補給艦（英語: Deepak-class replenishment oilers）はインド海軍が運用していた補給艦の艦級。
設計・建造は、西ドイツのブレーマー・フルカン造船所によって行われた。洋上補給ステーションは両舷に2か所ずつ設定されていた。搭載量は、貨油12,624トン、ディーゼル燃料1,280トン、航空燃料1,495トン、清水812トンであった。
後に本級の発展型としてブレーマー・フルカン造船所が設計した「アディティア」がインドの造船所で建造され、2000年より就役している。

## 同型艦
| #   | 名称                  | 建造所                      | 就役            | 退役           |
| --- | --------------------- | --------------------------- | --------------- | -------------- |
| A50 | ディーパク INS Deepak | ブレーマー・ フルカン造船所 | 1967年 11月20日 | 1996年 4月30日 |
| A57 | シャクティ INS Shakti | ブレーマー・ フルカン造船所 | 1975年 12月31日 | 2007年 7月21日 |